# Quartier Latin (film, 1939)
Pour les articles homonymes, voir Quartier latin.
Pour plus de détails, voir Fiche technique et Distribution.
Quartier Latin est un film français réalisé par Alexander Esway, Christian Chamborant et Pierre Colombier, sorti en 1939.

## Synopsis
Un jeune homme, riche mais qui s'ennuie et cherche un sens à sa vie, tombe amoureux d'une jeune étudiante. Il se fait alors passer pour un artiste peintre pour la séduire. 

## Fiche technique
- Titre : Quartier Latin
- Réalisation : Alexander Esway, Christian Chamborant et Pierre Colombier
- Assistant-réalisateur : Jean Faurez
- Scénario : Maurice Dekobra
- Dialogues : Pierre Lestringuez
- Photographie : Marcel Grignon et Enzo Riccioni
- Montage : Maurice Serein
- Scripte : Lucie Lichtig
- Musique : C.P. Simon
- Pays d'origine :  France
- Langue : Français
- Format : Noir et blanc — 35 mm — 1,37:1 — Son : Mono
- Genre : Comédie, Film romantique
- Durée : 101 minutes (1 h 41)
- Date de sortie : 
  - France : 24 août 1939
- Certification: Tous publics (Visa #4822)
- Affiche : Roger Rojac (France)

## Distribution
- Blanchette Brunoy : Michèle
- Bernard Lancret : Bernard
- Jean Tissier : Dominique
- Junie Astor : Flossie
- Sylvia Bataille : Sylvia
- Edmond Ardisson : Biscoule
- Jacques Beauvais : le joueur de billard
- Romain Bouquet : M. Benjamin
- Oléo : Liliane
- Odette Talazac : la propriétaire
- Carine Nelson : Marika
- Anthony Gildès : le peintre
- Raymond Galle : Tancrède
- Yves Deniaud : Napoléon
- Edy Debray : M. Hervé
- Jean Daurand : l’Ablette
- Bernard Blier
- Claudel
- Valentine Camax